# Rodgau
Rodgau je grad u Hessenu (Njemačka), smješten jugoistočno od Frankfurta. S 43.216 stanovnika (2007.) najveći je grad u okrugu Offenbach.
Rodgau je osnovan 1979. godine nakon spajanja pet općina, čija povijest seže u 8. stoljeće.

## Zemljopis

### Zemljopisni položaj
Rodgau je grad u regiji Rajna-Majna, jednoj od najjačih gospodarskih regija Njemačke. 

### Susjedne općine
Rodgau graniči na sjeveru s gradovima Heusenstammom i Obertshausenom, na istoku s Hainburgom i Seligenstadtom, na jugoistoku s Babenhausenom i općinom Eppertshausen, na jugozapadu graniči s gradom Rödermarkom te na zapadu s Dietzenbachom.

### Gradske četvrti
Rodgau se sastoji od sljedećih područja: Weiskirchen, Hainhausen, Jügesheim, Dudenhofen i Nieder Roden.

## Osnivanje grada
Grad je osnovan 15. rujna 1979. godine, kao rezultat administrativnih reformi općina Weiskirchen, Hainhausen, Jügesheim, Dudenhofen i Nieder Roden, kao i naselja Rollwald (od 1. siječnja 1977.). Ime je dobio po istoimenom polju kukuruza, kao i Bachgau, Kinziggau i Maingau.
Rodgau je krajem 2007. imao 45.236 stanovnika (od kojih 2.035 nema stalno prebivalište u gradu), od kojih je 22.120 muškaraca i 23.116 žena. Stranaca je 4.471 (9,9%), a ovdje žive 52 nacionalnosti. U gradu više od 10 godina živi 64,6% stanovništva.

## Vanjske poveznice
- Službena stranica (njem.)

### Ostali projekti
|  | Zajednički poslužitelj ima još gradiva o temi Rodgau |